# Bagrat I.
Bagrat I. Magistros (georgisch ბაგრატ I; † 945) war von 923 bis 945 Magistros und ab 937 König vom georgischen Königreich Kartlien-Iberien.

## Leben
Bagrat war der dritte Sohn König Adarnases IV. und Stammvater der zweiten Linie der Fürsten des Oberen Tao. Als das Byzantinische Reich nach dem Tode des bulgarischen Zaren Simeon I. (893–927) den Frieden an der Westgrenze wiederhergestellt hatte, nahm es seine aktive Politik gegen die islamischen Staaten in Anatolien wieder auf. So finden wir Bagrat Magistros an der Seite des Protospatharios Johannes Kurkuas gegen den Emir von Malatya (Melitene) kämpfen. Die Stadt fiel am 19. Mai 934 den Byzantinern in die Hände ebenso die wichtige Stadt Karin (Theodosiopolis). Zum Dank erhielt Bagrat das eroberte Mastat.
Jedoch besiegte 938 Ali Saif ad-Daula, der Bruder des Hamdanidensultans von Mosul, Nasr ad-Daula (929–968) Johannes Kurkuas. Bagrat musste Mastat wieder herausgeben. Im Gegenzug gelang es den Hamdaniden ihre Herrschaft bis nach Armenien und Iberien auszudehnen. Eine Inschrift in der Kirche von Ischchani (heute in der Türkei) nennt Bagrat „Magistros und König“. Er muss also 937–945 Titularkönig von Kartli-Iberien vor seinem jüngeren Bruder Sumbat I. Anthypatrikios gewesen sein. Ein nicht mehr erhaltenes Fresko in der Kirche zeigte Bagrat zwischen seinem Sohn Adarnase V. und seinem Enkel Bagrat II. Magistros.